# Senjorita '89
Senjorita '89 (špa. Señorita 89) je meksička televizijska serija koju je stvorila Lucía Puenzo. Premijerno je prikazana 27. veljače 2022. na streaming servisu namijenjen latinoameričkim i španjolskim gledateljima, Pantaya i na  američkom servisu Starzplay u Latinskoj Americi. U listopadu 2022. serija je obnovljena za drugu sezonu koja je premijerno prikazana 13. ožujka 2024. na streaming servisu Universal+.
U Hrvatskoj serija se prikazuje na stremming servisu Voyo od 25. rujna 2023. i premijerno će biti prikazana na Prvom programu HRT-a od 15. travnja 2024.

## Radnja
Radnja prati natjecanje Miss Meksika 1989. Natjecateljice iz cijelog Meksika napuštaju svoje države kako bi ušle u raskošnu vilu La Encantada, skrivenu duboko unutar šume. Iako se na površini prikazuje blistava strana svijeta ljepote i glamura, serija istražuje duboke, tamne i neistražene kutove natjecanja. Natjecateljice tonu sve dublje u skrivenim dubinama La Encantade, otkrivajući da pakao čeka ispod prekrasne površine. Ekstravagantne privatne zabave služe kao paravan za mračne ponude i seksualne usluge. Dok se suočavaju s konkurencijom, natjecateljice se zbližavaju zbog zajedničkih tajni i ranjivosti. Kada jedna od djevojaka bude pronađena mrtva, policijska istraga baca novo svjetlo na režim manipulacija i maltretiranja.

## Pregled serije
| Sezona | Epizoda | Izvorno prikazivanje | Izvorno prikazivanje | Hrvatsko prikazivanje | Hrvatsko prikazivanje | Hrvatsko prikazivanje | Hrvatsko prikazivanje |
| Sezona | Epizoda | Izvorno prikazivanje | Izvorno prikazivanje | Voyo                  | Voyo                  | HRT                   | HRT                   |
| Sezona | Epizoda | Premijera            | Finale               | Premijera             | Finale                | Premijera             | Finale                |
| ------ | ------- | -------------------- | -------------------- | --------------------- | --------------------- | --------------------- | --------------------- |
| 1.     | 8       | 27. veljače 2022.    | 10. travnja 2022.    | 25. rujna 2023.       | 25. rujna 2023.       | 15. travnja 2024.     | 6. svibnja 2024.      |
| 2.     | 8       | 13. ožujka 2024.     | 13. ožujka 2024.     | 2024.                 | 2024.                 | 7. svibnja 2024.      | 3. lipnja 2024.       |

## Glumačka postava

### Glavni likovi
- Ilse Salas kao Concepción
- Ximena Romo kao Elena
- Bárbara López kao Dolores (Miss Guerrero)
- Natasha Dupeyron kao Isabel (Miss Yucatán)
- Leidi Gutiérrez kao Jocelyn (Miss Chihuahua)
- Coty Camacho kao Ángeles (Miss Oaxaca)

### Sporedni likovi
- Edwarda Gurrola as Luisa
- Marcelo Alonso
- Juan Manuel Bernal
- Luis Ernesto Franco
- Ianis Guerrero as Antonio
- Ari Brickman as Valenzuela Helú
- Mónica del Carmen as Licha
- Mabel Cadena as Nora
- Aida López as Dr. Franco
- Getsemani Vela as Marijó (Miss Guanajuato)

## Vanjske poveznice
- Señorita 89 u internetskoj bazi filmova IMDb-a